# OSome Studio
OSome Studio est un studio de développement de jeux vidéo basé à Lyon, en France.
Il est fondé en 2013 par Domenico Albani, Ronan Coiffec et Mathieu Fremont autour du jeu White Night (en), un jeu de survie qui tire ses inspirations de Alone in the dark et du premier Resident Evil par son utilisation de la caméra fixe.
Après ce premier jeu, le studio s'associe avec l'éditeur Microids pour réaliser des adaptations de licences de bandes dessinées Franco-Belges.
Pour ses productions le studio développe l'OEngine, un moteur propriétaire partagé avec Passtech Games, un autre studio lyonnais.

## Jeux développés
| Titre                                                | Année | Plate(s)-forme(s)                                                              |
| ---------------------------------------------------- | ----- | ------------------------------------------------------------------------------ |
| White Night (en)                                     | 2015  | PlayStation 4, Xbox One, Windows, Mac OS, Linux, Android, iOS, Nintendo Switch |
| Astérix & Obélix XXL 2 : Mission Las Vegum           | 2018  | PlayStation 4, Xbox One, Windows, Mac OS, Nintendo Switch                      |
| Astérix & Obélix XXL3 : Le Menhir de Cristal         | 2019  | PlayStation 4, Xbox One, Windows, Mac OS, Nintendo Switch                      |
| Astérix & Obélix XXL Romastered                      | 2020  | PlayStation 4, Xbox One, Windows, Mac OS, Nintendo Switch                      |
| Les Schtroumpfs : Mission Malfeuille                 | 2021  | PlayStation 4, Xbox One, Windows, Nintendo Switch                              |
| Astérix et Obélix XXXL : Le Bélier d'Hibernie        | 2022  | PlayStation 5, PlayStation 4, Xbox Series, Windows, Mac OS, Nintendo Switch    |
| Les Schtroumpfs 2 : Le Prisonnier de la Pierre Verte | 2023  | PlayStation 5, PlayStation 4, Xbox Series, Windows, Mac OS, Nintendo Switch    |